# 引作の大クス

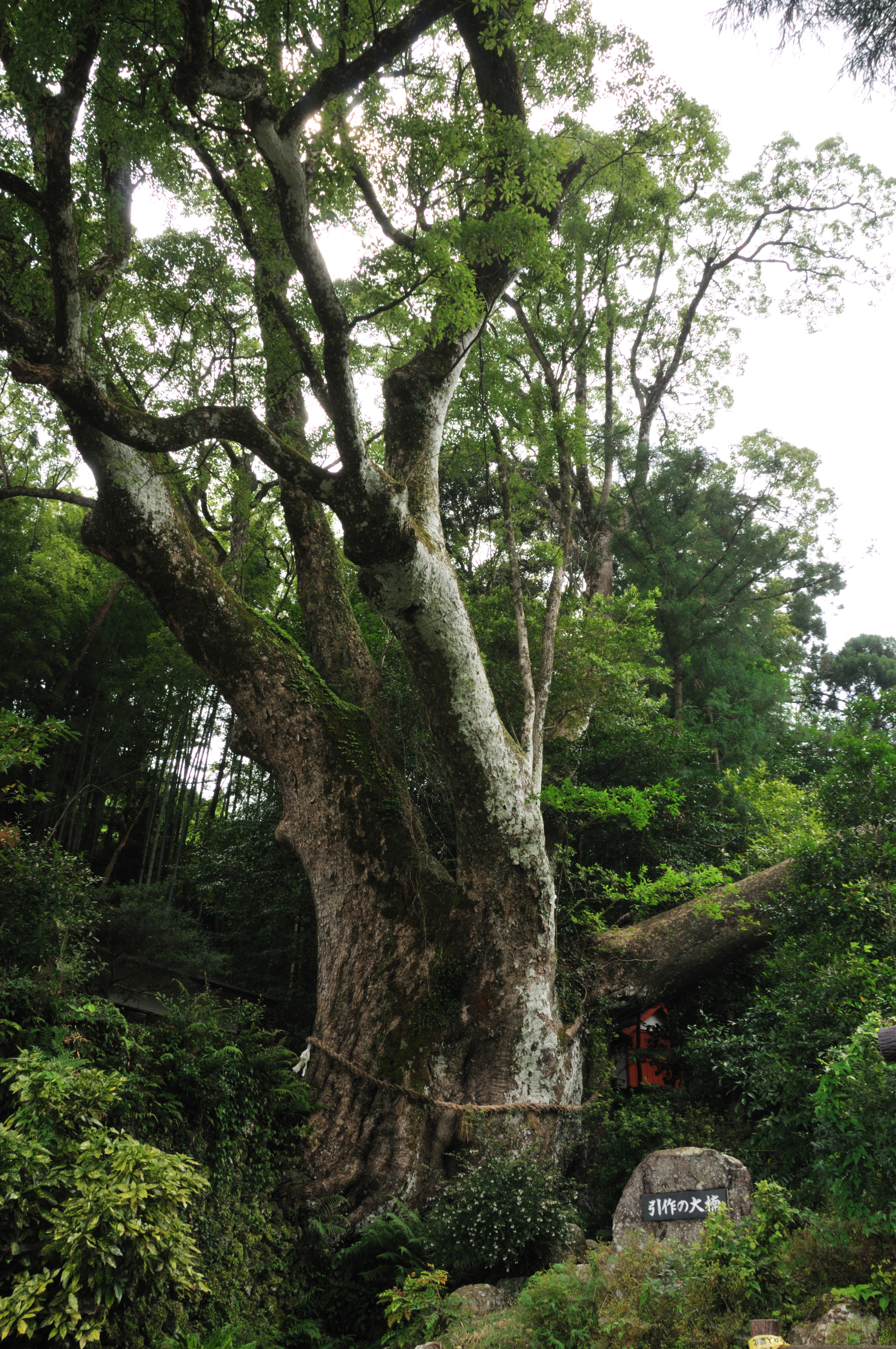
引作の大クス

引作の大クス（ひきつくりのおおクス）は、三重県南牟婁郡御浜町引作の引作神社境内に生育するクスノキの巨木である。かつては「阿田和の大クス」（あたわのおおクス）の名で親しまれていたが、1991年（平成3年）に「引作の大クス」と改称された。この木にはかつて伐採の危機が訪れたが、南方熊楠や柳田國男などの尽力によってその危機を乗り越えた経緯がある。推定の樹齢は1500年といい、三重県内で最大級のクスノキの巨木とされて、三重県指定天然記念物や「新日本名木100選」に選定されている。2007年（平成19年）9月29日に、5本あった大枝のうち1本が折損した。

## 由来
御浜町は熊野灘に面する自治体で三重県の最南部に近く、和歌山県との県境にほど近い。気候は1年を通して温暖であり、「七里御浜」とよばれる白砂青松の海岸美で知られ、農林水産業（特に柑橘類の栽培）を主幹産業としている。
引作の大クスは、御浜町引作地区の奥に鎮座する引作神社の石垣上に生育している。推定の樹齢は1500年といい、三重県教育委員会によれば樹高は約35メートル、直径が約4メートル、樹冠の大きさは東西に約30メートル、南北に約45メートルを測る。地面に接する付近は空洞になっているが樹勢は旺盛で、地上約4メートルあたりから主幹が5本の大枝に分岐し、遠目ではこんもりとしたクスの森のように見える。
この木は生育する場所が急斜面上であるため、幹の南側が4メートルほど埋没した状態である。『巨樹・巨木をたずねて』の著者で巨樹写真家・フリーライターの高橋弘はこの木の幹周を14.9メートルと測定し、「もし埋もれた部分を取り除いたのならどれだけの大きさなのであろうか」と記述した。
かつてはこの木の周囲に、スギの大木が7本生育していたという。明治時代末期の1911年（明治44年）に、これらの木に伐採の危機が訪れた。神社合祀によりこれらの木々が伐採されることになり、この木には2013年（平成25年）の時点で約800万円相当の値段がついたという。南方熊楠は、地方紙「牟婁新報」主筆の毛利柴庵とともに「神社合祀問題」を信教の自由及び環境破壊の視点から問題視して木々の保護に立ち上がった。「牟婁新報」は「大樟樹保護に尽くされよ」という論陣を張り、南方は当時国の官僚であった柳田國男や東京朝日新聞の杉村広太郎（杉村楚人冠）にこの木の保護を依頼した。南方や柳田などの尽力によって、この木だけが伐採を免れている。
以前、この木は旧町名（三重県南牟婁郡阿田和町）から由来する「阿田和の大クス」の名で親しまれていたが、1991年（平成3年）に「引作の大クス」と改称された。引作の大クスは、1989年（平成元年）の環境庁全国巨樹調査で三重県一の巨木であることが判明し、引作地区の人々を喜ばせた。1936年（昭和11年）1月22日に三重県の天然記念物に指定された他、1990年（平成2年）に開催された「国際花と緑の博覧会」に合わせて企画された「新日本名木100選」では、三重県から津市の「椋本の大ムク」（国の天然記念物）とともに選定されている。近年になって、木の根元が公園風に整備された。

## 大枝の折損
2007年（平成19年）、5本あった大枝のうち1本が折損した。折損したのは、東に張り出していた大枝だった。9月中旬に大枝の付け根に約1.5メートルに及ぶ亀裂が入っているのが確認され、その対策中に折損した。折れた大枝を樹木医が確認したところ、変色が確認されたためにかなり前から亀裂が入って空洞化が進んでいたことが推定された。折れた大枝の下にはムクノキの大木が生育していてその木が支えの役割を担っていたものの、この折損ではそのムクノキも巻き添えとなって根こそぎ倒れていた。折損の主因は、経年劣化による幹の空洞化によるものと推定され、実際に人が入れるほどの空洞がありしかもその面積が広くなっていた。
折れた大枝は、2009年（平成21年）12月に御浜町から「双方交流のきっかけとなるように」と和歌山県田辺市に寄贈された。南方熊楠顕彰会は大枝の活用について検討し、研磨等の作業に入った。大枝で作られたオブジェとテーブルは、南方熊楠顕彰館内の1階休憩コーナーと2階の交流・閲覧室にそれぞれ設置されている。

## 交通アクセス
所在地
- 三重県南牟婁郡御浜町引作字宮本507 引作神社境内

交通
- JR東海紀勢本線阿田和駅から車で約10分[2][3]。